# Burni Bengkung Kayu
Burni Bengkung Kayu är ett berg i Indonesien.   Det ligger i provinsen Aceh, i den västra delen av landet, 1 600 km nordväst om huvudstaden Jakarta. Toppen på Burni Bengkung Kayu är 1 874 meter över havet, eller 76 meter över den omgivande terrängen. Bredden vid basen är 1,0 km.
Terrängen runt Burni Bengkung Kayu är kuperad söderut, men norrut är den bergig.Runt Burni Bengkung Kayu är det mycket glesbefolkat, med 3 invånare per kvadratkilometer. Det finns inga samhällen i närheten. I omgivningarna runt Burni Bengkung Kayu växer i huvudsak städsegrön lövskog.